# William Petersen

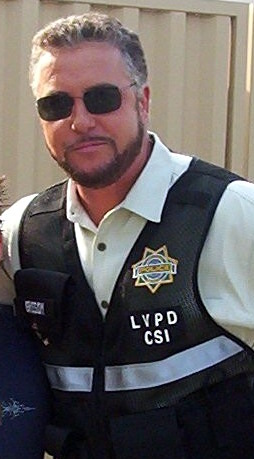
William Petersen bei Dreharbeiten zu CSI (2004)

William Louis Petersen (* 21. Februar 1953 in Evanston, Illinois) ist ein US-amerikanischer Theater-, Film-, Fernseh- und Videospielschauspieler, Filmunternehmer, Theaterregisseur und Produzent. Bekannt wurde er durch seine Hauptrollen in William Friedkins Leben und Sterben in L.A. sowie die Darstellung des Will Graham in Manhunter – Roter Drache und Gil Grissom in CSI: Den Tätern auf der Spur.

## Leben
Petersen wuchs in Boise, Idaho auf. Seine Vorfahren sind in vierter Generation US-Amerikaner dänischer und deutscher Abstammung. Er ist das jüngste von sechs Kindern. Mit 15 Jahren zog Petersen zu einem seiner älteren Brüder. 1974 zog er mit seiner späteren Ehefrau in das Baskenland, wo sie heirateten und Eltern einer Tochter wurden. 1975 studierte er mit einem Sport-Stipendium an der Idaho State University und zog später nach Chicago, wo er der Steppenwolf Theatre Company beitrat. 1979 gründete er in Chicago sein eigenes Theater-Ensemble.
Nach kleinen Rollen übernahm Petersen 1985 die Hauptrollen in den Erfolgen Leben und Sterben in L.A. und Manhunter – Roter Drache. Bei letzterem (auch bekannt als Blutmond) handelt es sich um die erste Verfilmung eines Hannibal-Lecter-Romans von Thomas Harris. Die Möglichkeit, sich in den 1980ern als Action-Held zu etablieren, verpasste er, als er ein Angebot in Oliver Stones Vietnam-Drama Platoon (1986) ablehnte. Er wäre dadurch für lange Zeit von seiner Familie getrennt gewesen und hätte sich auf die Dreharbeiten mit einem militärischen Training vorbereiten müssen. 1990 übernahm er in The Kennedys of Massachusetts die Rolle von Joseph P. Kennedy, 1998 stellte er John F. Kennedy in Frank, Dean & Sammy tun es über das Rat Pack dar.
Es folgten vermehrt kleine Rollen in Filmen und Fernsehserien, bis er im Jahr 2000 die Hauptrolle in der sehr erfolgreichen CBS-Serie CSI: Den Tätern auf der Spur übernahm, die er später auch mitproduzierte. Für die Rolle des Chefermittlers Gilbert „Gil“ Grissom wurde er 2004 beim Golden Globe in der Kategorie „Bester Serien-Hauptdarsteller – Drama“ nominiert; 2005 erhielt er mit seinem CSI-Team den Screen Actors Guild Award für hervorragende Leistungen der Schauspieler einer Fernsehserie.
In einigen 2007 gedrehten Folgen von CSI: Den Tätern auf der Spur fehlte William Petersen, da er einen fünfwöchigen Auftritt im Theaterstück Dublin Carol als John Plunkett hatte. Er nutzte die Popularität seiner CSI-Figur auch, um die Stellung der forensischen Wissenschaft im US-Justizsystem und die finanzielle Versorgung der Kriminallabore zu verbessern, dafür plädierte er am 15. Mai 2001 sogar vor dem Justizausschuss des Senats.
Für jede CSI-Folge im Jahr 2007 verdiente Petersen ca. 500.000 US-Dollar und war somit zeitweise der bestbezahlte Seriendarsteller. Ab der elften Folge der neunten Staffel war er nicht mehr als Stamm-Schauspieler bei CSI tätig. Er war jedoch weiterhin geschäftsführender Produzent der Serie und hatte später einige Gastauftritte.
Petersen hat aus seiner ersten geschiedenen Ehe von 1974 bis 1981 mit Joanne Brady eine 1975 geborene Tochter, durch die er zwei Enkelkinder hat. In zweiter Ehe ist er seit 2003 mit der Highschool-Lehrerin Gina Cirone verheiratet, beide wurden 2011 durch eine Leihmutter Eltern von Zwillingen. Petersen besitzt eine eigene Produktionsfirma namens High Horse.
Am 3. Februar 2009 bekam er einen Stern auf dem Walk of Fame in Hollywood.

## Filmografie (Auswahl)
- 1981: Der Einzelgänger (Thief)
- 1985: Leben und Sterben in L.A. (To Live and Die in L.A.)
- 1986: Manhunter – Roter Drache (Manhunter)
- 1987: Schweigende Stimmen (Amazing Grace and Chuck)
- 1987: Long Gone (Fernsehfilm)
- 1989: Seitensprünge (Cousins)
- 1990: Blaze of Glory – Flammender Ruhm (Young Guns II)
- 1990: The Kennedys of Massachusetts (Miniserie, 3 Folgen)
- 1991: Der Mann meiner Frau (Hard Promises)
- 1992: Ein verrückter Leichenschmaus (Passend Away)
- 1992: Keep the Change (Fernsehfilm)
- 1993: Curacao (Fernsehfilm)
- 1993: Wildes Land (Return to Lonesome Dove, Miniserie, 4 Folgen)
- 1995: Fallen Angels (Fernsehserie, eine Folge)
- 1995: Street War – Straßen der Gewalt (In the Kingdom of the Blind, the Man with One Eye Is King)
- 1995: Present Tense, Past Perfect (Fernsehfilm)
- 1996: Fear – Wenn Liebe Angst macht (Fear)
- 1996: Nach eigenen Regeln (Mulholland Falls)
- 1997: Die 12 Geschworenen (12 Angry Men, Fernsehfilm)
- 1997: Beast – Schrecken der Tiefe (The Beast, Fernsehfilm)
- 1998: Frank, Dean & Sammy tun es (The Rat Pack, Fernsehfilm)
- 1998: Gunshy – Aus Leidenschaft zum Mörder (Gunshy)
- 1998: The Staircase (Fernsehfilm)
- 1998: Kiss the Sky
- 2000: The Skulls – Alle Macht der Welt (The Skulls)
- 2000: Rufmord – Jenseits der Moral (The Contender)
- 2000–2008, 2011, 2012, 2015: CSI: Den Tätern auf der Spur (CSI: Crime Scene Investigation, Fernsehserie, 198 Folgen)
- 2001: Haven (Fernsehfilm)
- 2011: Detachment
- 2012: Auf der Suche nach einem Freund fürs Ende der Welt (Seeking a Friend for the End of the World)
- 2015: Manhattan (Fernsehserie, 10 Folgen)
- 2021: CSI: Vegas (Fernsehserie, 10 Folgen)

## Videospiele
- 2007: CSI: Crime Scene Investigation – Hard Evidence (Gilbert ‘Gil’ Grissom Synchronisation)
- 2006: CSI: 3 Dimensions of Murder (CSI Supervisor Gilber ‘Gil’ Grissom Synchronisation)
- 2004: CSI: Crime Scene Investigation – Dark Motives (CSI Supervisor Gilbert ‘Gil’ Grissom Synchronisation)
- 2003: CSI: Crime Scene Investigation (CSI Supervisor Gilbert ‘Gil’ Grissom Synchronisation)